# يوجين أماندوس شفارتز
يوجين أماندوس شفارتز (بالإنجليزية: Eugene Amandus Schwarz)‏ هو عالم حشرات وعالم حيوانات أمريكي، ولد في 21 أبريل 1844 في لغنيتسا في بولندا، وتوفي في 15 أكتوبر 1928.